# Муслін

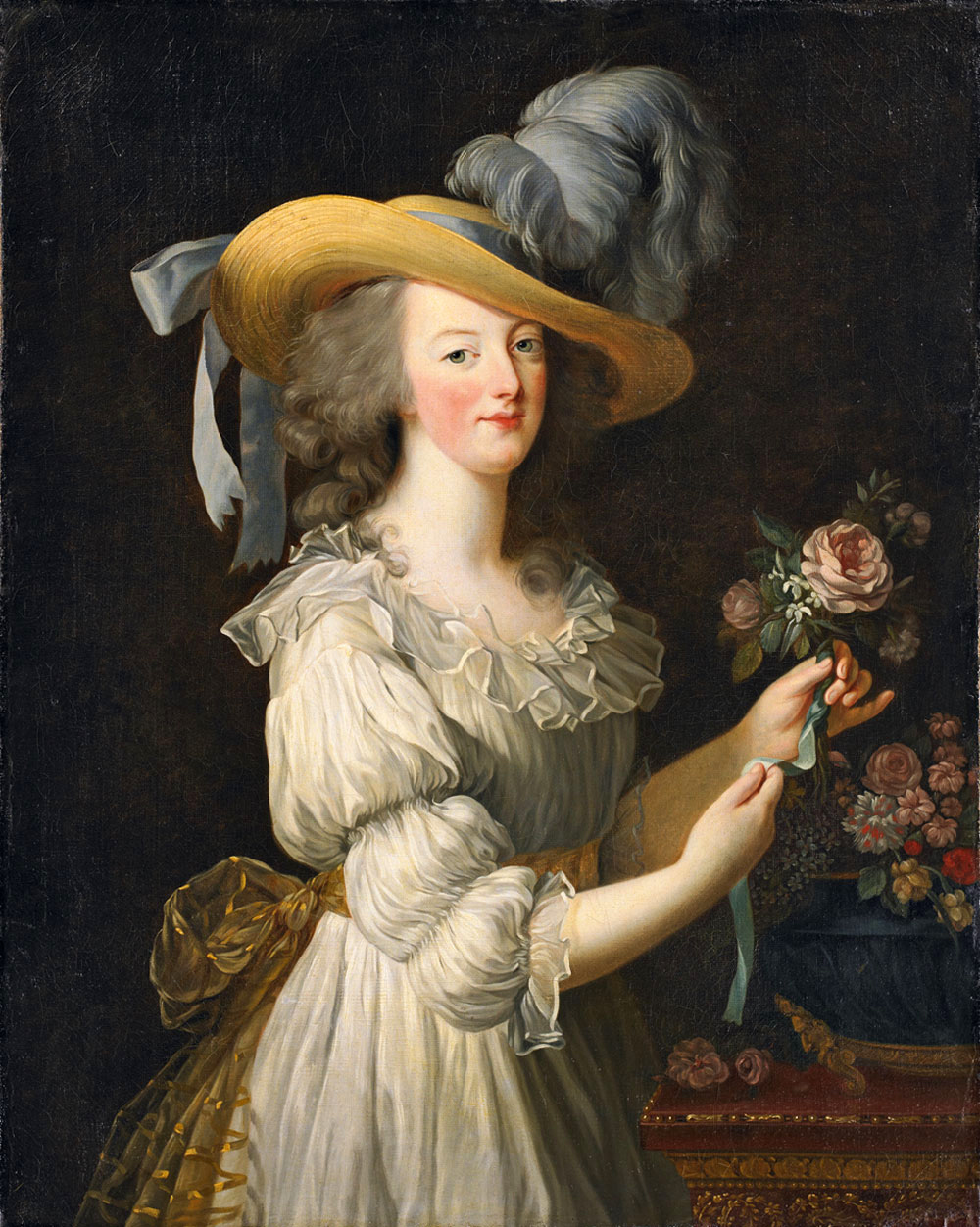
Марія Антуанетта в мусліновій сукні. Худ. Е. Віже-Лебрен, 1783

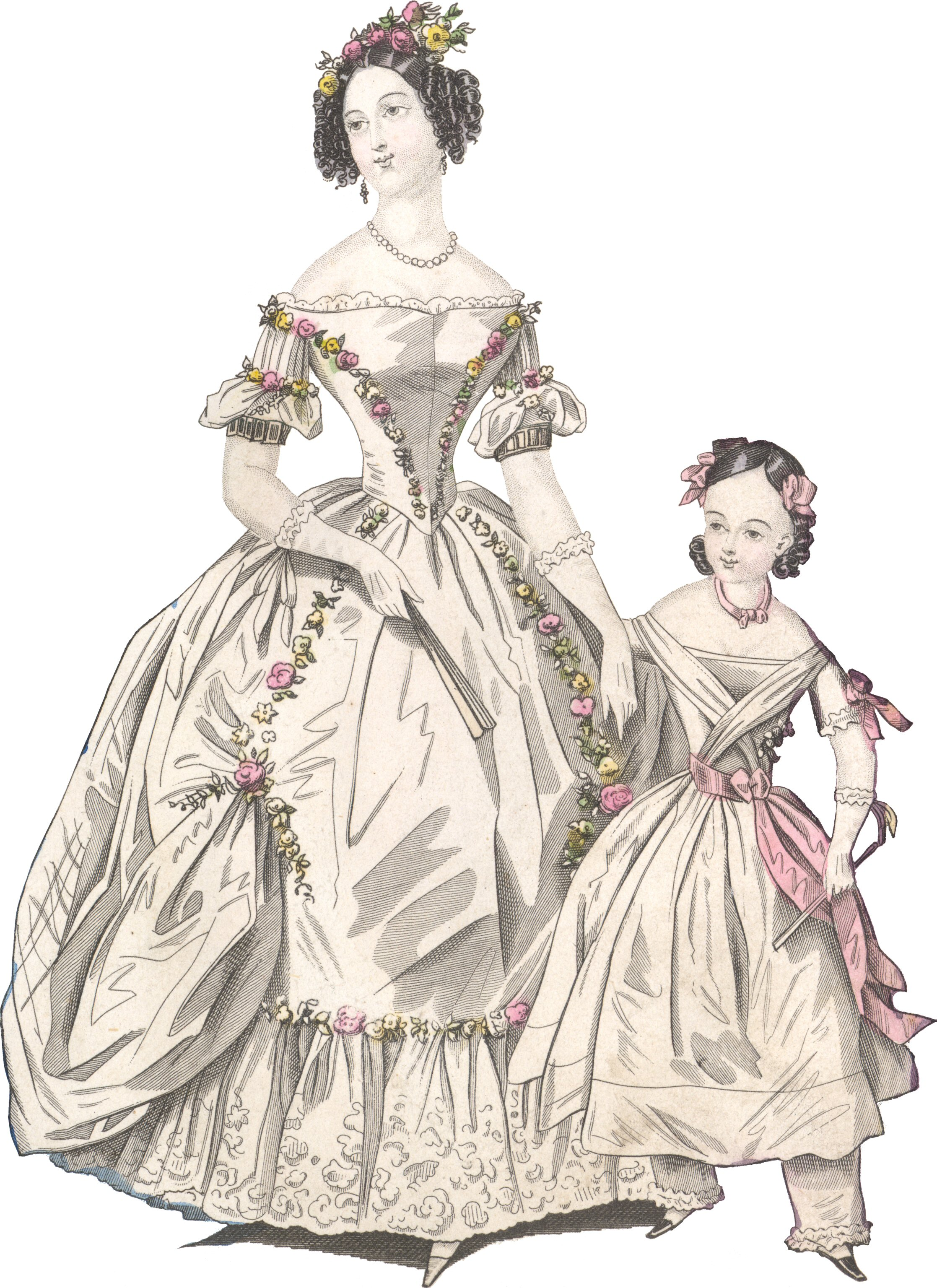
Муслінова мода, 1838.

Муслі́н (фр. mousseline, італ. mussolina, від Mussolo — італійської назви м. Мосул в Іраку) — бавовняна або шовкова тканина полотняного переплетення. Бавовняний муслін виготовляється з міткалю, який відбілюють і піддають так званій м'якій обробці. Використовується в основному для пошиття білизни. Шовковий муслін — тонка прозора тканина, яка виготовляється з однониткового натурального шовку підвищеного кручення; застосовується для виготовлення суконь, театральних костюмів тощо.